# Tivano
Il Tivano (Tivàn in  lombardo) è un vento termico della zona del Lago di Como e del Lago di Lugano a carattere periodico. Etimologicamente deriva dal francese petit vent.
Questo vento, molto regolare nel suo manifestarsi quotidiano durante l'intero anno, soffia nelle prime ore del mattino. La sua velocità può raggiungere in media 20-25 km/h e si avverte alla massima intensità nella città di Lecco. Tale vento, proveniente dalla vicina Valtellina, quando è totalmente assente indica solitamente l'avvicinarsi del brutto tempo.
Il Tivano e la Breva costituiscono i caratteristici venti del Lario e danno il titolo al primo album del cantautore comasco Davide Van De Sfroos.